# Tadeusz Kisiński

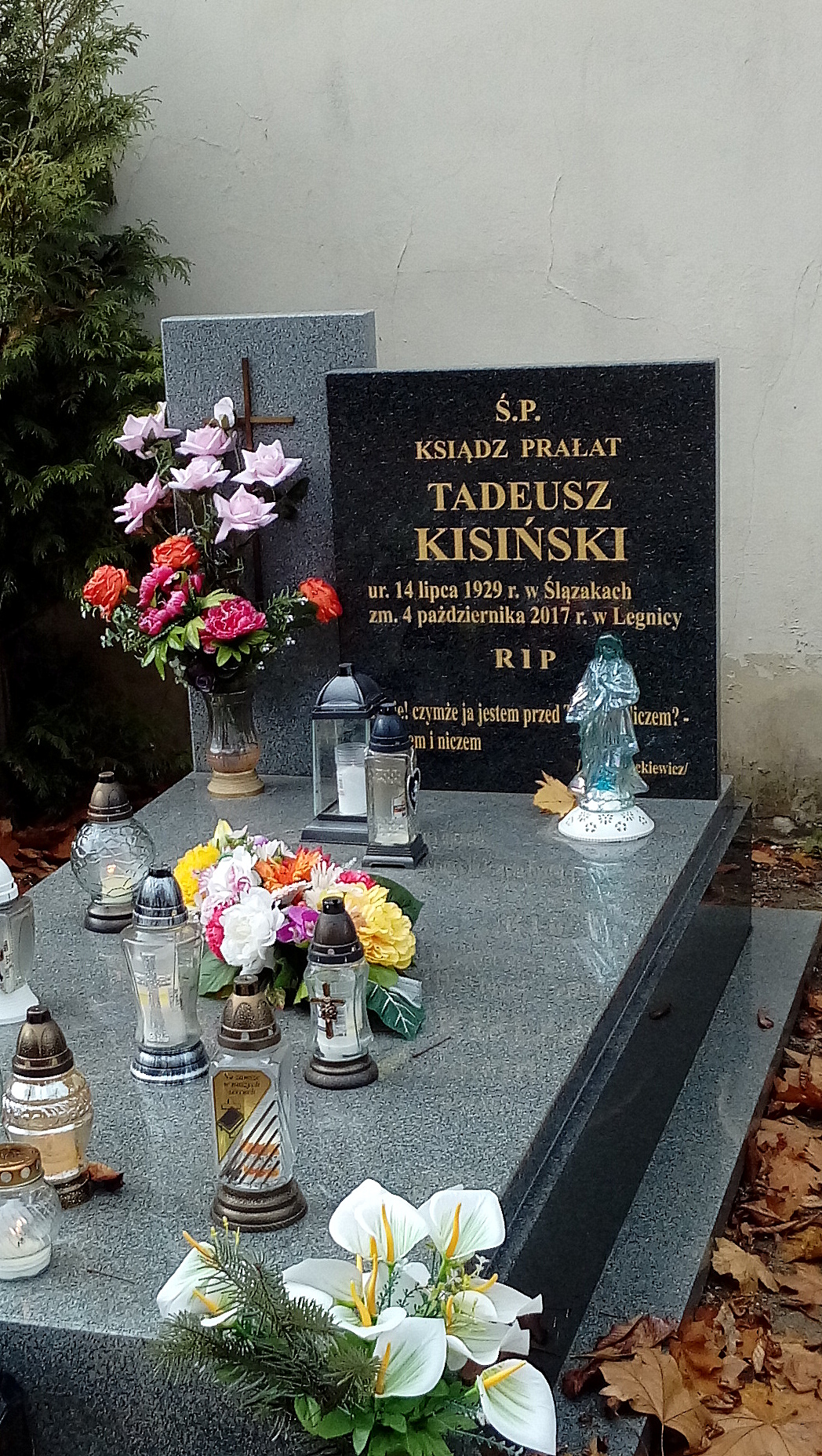
Grób ks. Tadeusza Kisińskiego na legnickim cmentarzu komunalnym

Tadeusz Kisiński (ur. 14 lipca 1929 w Szlązakach, zm. 4 października 2017) – polski duchowny katolicki, prałat, kapelan honorowy Ojca Świętego, wieloletni proboszcz parafii św. Jacka Odrowąża w Legnicy, Kapelan Światowego Związku Armii Krajowej, za swoje zasługi odznaczony Medalem „Pro Memoria”.

## Życiorys
Urodził się 14 lipca 1929 w Szlązakach jako syn Jana i Marii z domu Bednarczuk. Rodzice jego pracowali na gospodarstwie rolnym. Ojciec dodatkowo był instruktorem organizacji strzeleckiej. Do Szkoły Podstawowej uczęszczał w Warchołach i Grzybowie. Pod koniec II wojny światowej jego dom rodzinny został spalony i wraz z rodzicami przeniósł się do Iwna koło Ścinawy. Przez dwa lata uczył się w Gimnazjum w Wołowie, gdzie w 1948 r. uzyskał małą maturę. Świadectwo dojrzałości otrzymał w Niższym Seminarium Duchownym we Wrocławiu. Zaraz po maturze wstąpił do Wyższego Seminarium Duchownego we Wrocławiu.
Sakrament święceń otrzymał 19 czerwca 1955 r. we Wrocławiu. Po święceniach pracował jako wikariusz w parafiach: Wrocław – Karłowice parafia św. Antoniego (1955–1956), Legnica parafia św. Ap. Piotra i Pawła (1956-1958), Wrocław – Psie Pole (1958–1959), Wrocław – Katedra (1959–1966). Od 1967 r. był administratorem parafii pw. NMP na Piasku we Wrocławiu. Od 1968 r. pełnił kolejno posługę rektora, administratora i proboszcza parafii pw. św. Jacka w Legnicy. W 1968 r. przybył do Legnicy, by tworzyć nową parafię św. Jacka. Od 1972 do 1997 r. był jej proboszczem. Zorganizował wszystkie struktury duszpasterstwa i wybudował dom parafialny i katechetyczny. W latach 1971–1989 został Dziekanem Dekanatu Legnica Zachód. W 1981 r. staraniem kard. Henryka Gulbinowicza za jego gorliwą pracę kapłańską otrzymał od Jana Pawła II godność prałata. W 1991 r. został Kapelanem Światowego Związku Armii Krajowej.
Był specjalistą od zakładania nagłośnienia w kościołach na terenie diecezji legnickiej. Jego pasją była twórczość Adama Mickiewicza. Znaczną część jego dzieł znał na pamięć. W 2013 r. został odznaczony medalem Pro Memoria za wybitne zasługi w utrwalaniu pamięci o ludziach i ich czynach w walce o niepodległość Polski podczas II wojny światowej i po jej zakończeniu. Ostatnie lata swojego życia duchowny spędził na plebanii przy parafii św. Jacka w Legnicy.
Zmarł w Legnicy, gdzie 9 października 2017 r. został pochowany na Cmentarzu Komunalnym.